# Les Terriens du dimanche !
Les Terriens du dimanche ! était une émission française de télévision, diffusée du 10 septembre 2017 au 28 avril 2019 sur C8 et présentée par Thierry Ardisson.

## Description
Produite par Téléparis et Ardisson & Lumières, réalisée par Didier Froehly l'émission est une déclinaison de Salut les Terriens ! devenue Les Terriens du samedi ! en septembre 2018. Elle est diffusée chaque dimanche de 19 h à 21 h avec différents chroniqueurs qui décryptent l'actualité, représentant plusieurs courants de pensée. L'émission change plusieurs fois de concept. Depuis le 14 janvier 2018, l'équipe reçoit un invité auquel sont réservés plusieurs débats. Le 25 novembre, un deuxième invité fait son apparition.

## Chroniqueurs

### Saison 1 (2017-2018)
Sur un total de 36 émissions :
- Raquel Garrido (36 émissions) : ancienne membre de la France insoumise.
- Natacha Polony (36 émissions) : ancienne journaliste au Figaro puis actuellement rédactrice en chef de Marianne.
- Gilles-William Goldnadel (35 émissions) : avocat.
- Hapsatou Sy (34 émissions)
- Franz-Olivier Giesbert (32 émissions) : journaliste, écrivain, engagé dans la cause animale.
- Monia Kashmire (22 émissions)
- Jeremstar (16 émissions) : suspendu à la suite du « JeremstarGate » le 17 janvier 2018 puis licencié après avoir fait son retour à la télévision sur TMC, chaîne concurrente de C8.
- Mathieu Madénian (12 émissions) : humoriste
- Mustapha El Atrassi (6 émissions) : humoriste
- Tom Villa (4 émissions) : humoriste.
- Éric Naulleau (2 émissions) : "joker" de Franz-Olivier Giesbert
- Roselyne Bachelot (1 émission) : "joker" de Franz-Olivier Giesbert.
- Charles Consigny (1 émission) : "joker" de Gilles-William Goldnadel.
- Pascal Praud (1 émission) : journaliste à CNews.

### Saison 2 (2018-2019)
Sur un total de 25 émissions : 
- Raquel Garrido (25 émissions)
- Natacha Polony (25 émissions)
- Gilles-William Goldnadel (25 émissions)
- Franz-Olivier Giesbert (25 émissions)
- Monia Kashmire (25 émissions)
- Pierre Liscia (24 émissions) : d'abord intervenant en fin d'émission puis chroniqueur à part entière en remplacement d'Hapsatou Sy.
- Hapsatou Sy (1 émission) : quitte l'émission à la suite de la polémique avec Éric Zemmour.

## Émissions

### Saison 1 (2017-2018)
| Numéro | Date de diffusion | Invités | Audience moyenne | Audience moyenne | Réf.   |
| Numéro | Date de diffusion | Invités | Audiences        | PDM              | Réf.   |
| ------ | ----------------- | ------- | ---------------- | ---------------- | ------ |
| 1      | 15 septembre 2017 | Aucun   | 589 000          | 2.8 %            | [ 2 ]  |
| 2      | 22 septembre 2017 | Aucun   | 628 000          | 2.9 %            | [ 3 ]  |
| 3      | 29 septembre 2017 | Aucun   | 628 000          | 2.9 %            | [ 4 ]  |
| 4      | 6 octobre 2017    | Aucun   | 596 000          | 2.6 %            | [ 5 ]  |
| 5      | 9 octobre 2017    | Aucun   | 723 000          | 3.2 %            | [ 6 ]  |
| 6      | 16 octobre 2017   | Aucun   | 607 000          | 2.7 %            | [ 7 ]  |
| 7      | 20 octobre 2017   | Aucun   | 746 000          | 3.4 %            | [ 8 ]  |
| 8      | 23 octobre 2017   | Aucun   | 622 000          | 2.8 %            | [ 9 ]  |
| 9      | 3 novembre 2017   | Aucun   | 791 000          | 3.2 %            | [ 10 ] |
| 10     | 6 novembre 2017   | Aucun   | 685 000          | 2.8 %            | [ 11 ] |
| 11     | 17 novembre 2017  | Aucun   | 803 000          | 3.2 %            | [ 12 ] |
| 12     | 20 novembre 2017  | Aucun   | 729 000          | 2.9 %            | [ 13 ] |
| 13     | 4 décembre 2017   | Aucun   | 687 000          | 2.7 %            | [ 14 ] |
| 14     | 11 décembre 2017  | Aucun   | 693 000          | 2.7 %            | [ 15 ] |
| 15     | 18 décembre 2017  | Aucun   | 653 000          | 2.6 %            | [ 16 ] |
| 16     | 8 janvier 2018    | Aucun   | 654 000          | 2.6 %            | [ 17 ] |
| 17     | 15 janvier 2018   | Aucun   | 748 000          | 3.1 %            | [ 18 ] |
| 18     | 22 janvier 2018   | Aucun   | 708 000          | 2.9 %            | [ 19 ] |
| 19     | 29 janvier 2018   | Aucun   | 716 000          | 3.0 %            | [ 20 ] |
| 20     | 9 février 2018    | Aucun   | 718 000          | 2.9 %            | [ 21 ] |
| 21     | 12 février 2018   | Aucun   | 762 000          | 3.1 %            | [ 22 ] |
| 22     | 19 février 2018   | Aucun   | 706 000          | 2.9 %            | [ 23 ] |
| 23     | 26 février 2018   | Aucun   | 624 000          | 2.6 %            | [ 24 ] |
| 24     | 2 mars 2018       | Aucun   | 712 000          | 3.1 %            | [ 25 ] |
| 25     | 9 mars 2018       | Aucun   | 712 000          | 2.9 %            | [ 26 ] |
| -      | 16 mars 2018      | Best of | 463 000          | 1.9 %            | [ 27 ] |
| 26     | 23 mars 2018      | Aucun   | 710 000          | 3.2 %            | [ 28 ] |
| 27     | 30 mars 2018      | Aucun   | 619 000          | 3.3 %            | [ 29 ] |
| 28     | 9 avril 2018      | Aucun   | 641 000          | 2.7 %            | [ 30 ] |
| 29     | 16 avril 2018     | Aucun   | 670 000          | 3.0 %            | [ 31 ] |
| 30     | 23 avril 2018     | Aucun   | 596 000          | 3.1 %            | [ 32 ] |
| 31     | 30 avril 2018     | Aucun   | 680 000          | 3.1 %            | [ 33 ] |
| 32     | 7 mai 2018        | Aucun   | 664 000          | 3.6 %            | [ 34 ] |
| -      | 14 mai 2018       | Best of | 540 000          | 2.4 %            | [ 35 ] |
| 33     | 25 juin 2018      | Aucun   | 605 000          | 3.5 %            | [ 36 ] |
| 34     | 25 juin 2018      | Aucun   | 685 000          | 3.5 %            | [ 37 ] |
| 35     | 20 juillet 2018   | Aucun   | 784 000          | 3.9 %            | [ 38 ] |
| 36     | 27 juillet 2018   | Aucun   | 670 000          | 3.3 %            | [ 39 ] |

Légende :
sur fond vert  = plus hauts chiffres d'audiences/PDA hors best-of
sur fond rouge = plus bas chiffres d'audiences/PDA hors best-of
sur fond bleu = émissions de vacances ("best of")

### Saison 2 (2018-2019)
| Numéro | Date de diffusion | Invités | Audience moyenne | Audience moyenne | Réf.   |
| Numéro | Date de diffusion | Invités | Audiences        | PDM              | Réf.   |
| ------ | ----------------- | ------- | ---------------- | ---------------- | ------ |
| 37     | 27 août 2018      | Aucune  | 599 000          | 2.9 %            | [ 40 ] |
| 38     | 3 septembre 2018  | Aucune  | 767 000          | 3.6 %            | [ 41 ] |
| 39     | 7 septembre 2018  | Aucune  | 697 000          | 3.1 %            | [ 42 ] |
| 40     | 14 septembre 2018 | Aucune  | 631 000          | 2.8 %            | [ 43 ] |
| 41     | 17 septembre 2018 | Aucune  | 632 000          | 2.8 %            | [ 44 ] |
| 42     | 8 octobre 2018    | Aucune  | 746 000          | 3.4 %            | [ 45 ] |
| -      | 19 octobre 2018   | Best of | 321 000          | 1.5 %            | [ 46 ] |
| 43     | 5 novembre 2018   | Aucune  | 662 000          | 2.8 %            | [ 47 ] |
| 44     | 6 novembre 2018   | Aucune  | 685 000          | 2.9 %            | [ 48 ] |
| 45     | 7 novembre 2018   | Aucune  | 731 000          | 2.9 %            | [ 49 ] |
| 46     | 8 novembre 2018   | Aucune  | 727 000          | 3.0 %            | [ 50 ] |
| 47     | 9 novembre 2018   | Aucune  | 681 000          | 2.8 %            | [ 51 ] |
| 48     | 3 décembre 2018   | Aucune  | 815 000          | 3.3 %            | [ 52 ] |
| 49     | 14 janvier 2019   | Aucune  | 767 000          | 3.2 %            | [ 53 ] |
| 50     | 21 janvier 2019   | Aucune  | 706 000          | 2.9 %            | [ 54 ] |
| 51     | 28 janvier 2019   | Aucune  | 698 000          | 2.9 %            | [ 55 ] |
| 52     | 4 février 2019    | Aucune  | 711 000          | 2.9 %            | [ 56 ] |
| 53     | 11 février 2019   | Aucune  | 867 000          | 3.6 %            | [ 57 ] |
| 54     | 15 février 2019   | Aucune  | 820 000          | 3.6 %            | [ 58 ] |
| 55     | 18 février 2019   | Aucune  | 717 000          | 3.2 %            | [ 59 ] |
| -      | 25 février 2019   | Best-Of | 512 000          | 2.2 %            | [ 60 ] |
| 56     | 4 mars 2019       | Aucune  | 655 000          | 2.8 %            | [ 61 ] |
| 57     | 8 mars 2019       | Aucune  | 683 000          | 2.8 %            | [ 62 ] |
| 58     | 11 mars 2019      | Aucune  | 747 000          | 3.3 %            | [ 63 ] |
| 59     | 18 mars 2019      | Aucune  | 643 000          | 3.0 %            | [ 64 ] |
| 60     | 25 mars 2019      | Aucune  | 733 000          | 3.3 %            | [ 65 ] |
| 61     | 8 avril 2019      | Aucune  | 665 000          | 3.1 %            | [ 66 ] |
| 62     | 8 avril 2019      | Aucune  | 653 000          | 3.0 %            | [ 67 ] |

Légende :
sur fond vert  = plus hauts chiffres d'audiences/PDA hors best-of
sur fond rouge = plus bas chiffres d'audiences/PDA hors best-of
sur fond bleu = émissions de vacances ("best of")

## Séquences

### Les Unes de l'actu
À tour de rôle, les chroniqueurs présentent leur "une" de l'actualité. Il s'agit en fait d'une fausse couverture de journal, imitant de réels quotidiens. Par exemple, les unes de Gilles-William Goldnadel sont inscrites sur un journal titré pour l'occasion "Les Terriens actuels", en référence à Valeurs actuelles ; le journal de Raquel Garrido reprend la présentation de Libération avec le fameux losange rouge ; celui de Natacha s'inspire de la présentation du Parisien.  
Ils sélectionnent ainsi un sujet d'actualité pour l'analyser, voire en débattre ensemble. Ils révèlent en général les opinions politiques et les sujets favoris de chacun. Depuis le 4 novembre 2018, la présentation est limitée à 1 minute et fait l'objet de l'avis de l'invité : celui-ci doit en effet choisir sa "une" préférée, comme s'il devait acheter son journal en kiosque. 

### Le Brief et le Débrief de l'invité
L'équipe se propose de faire le brief de l'invité, c'est-à-dire de parler de lui avant qu'il n'arrive dans l'émission. À son départ, il s'agit du débrief pour que chacun s'exprime sur ce qu'il a ressenti durant l'émission et les propos de l'invité.

### L'invité contre les "Mercenaires"
L'invité fait face aux "mercenaires", originellement au nombre de 7. Chacun doit préparer depuis le 14 janvier 2018 une question à l'invité, pour engager le débat. En l'absence de Jeremtar, Thierry Ardisson propose lui-même sa question. Depuis septembre 2018 et le départ d'Hapsatou Sy, les Mercenaires sont réduits au nombre de 5. Pierre Liscia viendra poser sa question, autant qu'un invité mystère apparaissant à l'écran, pour rétablir l'égalité originelle. 

### Le Zapping des Terriens
Thierry Ardisson sélectionne les images les plus "ovniesques" de l'actualité pour les soumettre à l'avis de ses chroniqueurs. Surprenantes, étranges, surnaturelles, effrayantes, extraordinaires, elles proviennent de différentes régions du globe. 

### La zone libre
Chaque chroniqueur peut proposer sa « zone libre », en général un court reportage suivi de son analyse sur le sujet de son choix. Sujets d'actualité, de société, de politique, etc., tout peut être traité à partir du point de vue d'un chroniqueur pour amorcer ensuite le débat, en présence de l'invité. Ce dernier peut également proposer sa zone libre en allant soit directement sur le terrain (comme Gérard Miller dans les couloirs du Média) soit en laissant la production de l'émission le réaliser pour émettre son point de vue et engager le débat. De même que les Unes de l'actu révèlent les positions des chroniqueurs, les zones libres sont un meilleur moyen de cerner les tendances politiques et sujets favoris de chacun. Hapsatou Sy intervient par exemple pour découvrir des phénomènes de mode, tandis que Natacha Polony (« La France citoyenne ») n'intervient qu'en plateau, souvent accompagnée de produits qu'elle fait tester à ses collègues. La saison 2 se fait plus avare en zones libres, Thierry Ardisson voulant renouveler son émission et modifier les séquences.

### Le témoin de la semaine
Un invité au cœur de l'actu fait son entrée. Les chroniqueurs mais aussi l'invité peuvent lui poser des questions et débattre.

## Polémiques

### Le « JeremstarGate »
Le 17 janvier 2018, Jeremstar est suspendu de l'émission Les Terriens du dimanche ! à la suite de l'affaire dite du « JeremstarGate ». Il se retire des médias et des réseaux sociaux. En effet, au début du mois de janvier 2018, une polémique débute autour de lui lorsqu'un internaute diffuse une vidéo montrant le chroniqueur en train de se masturber puis l'accuse d'être complice d'un de ses amis, accusé d'agressions sexuelles.
Le 2 mai 2018, Thierry Ardisson annonce dans une interview accordée au Huffington Post que Les Terriens du dimanche ! est renouvelé sur C8 pour une deuxième saison et annonce le retour de Jeremstar au cours de cette deuxième saison.
Le 15 juin 2018, Thierry Ardisson annonce finalement dans une interview que la direction de C8 refuse que Jeremstar réintègre l'émission lors de la deuxième saison. Ce dernier est donc définitivement banni de la chaîne[réf. nécessaire].
Le 7 avril 2019, il fait pourtant son retour dans l'émission, mais en tant qu'invité pour faire la promotion de son livre autobiographique La vérité, toute la vérité, précisément porté sur cette "affaire". C'est l'occasion de rétablir la vérité sur cette affaire qui l'a écarté de l'émission de Thierry Ardisson un an plus tôt. 

### Hapsatou Sy contre Éric Zemmour
Dans l'émission diffusée le 16 septembre 2018, Thierry Ardisson reçoit Éric Zemmour en promotion pour son livre Destin français. Une polémique éclate lors du « bio quizz de l'invité », une séquence de l'émission où l'animateur pose des questions à ses chroniqueurs sur la vie de l'invité. Thierry Ardisson demande : "À qui Éric Zemmour a-t-il reproché de ne pas avoir donné un prénom français à son enfant ?". La réponse est l'ancienne ministre Rachida Dati, qui avait donné le prénom « Zohra » à sa fille. Éric Zemmour regrette alors que les prénoms des enfants donnés en France ne soient pas toujours ceux du calendrier des saints. Après l'étonnement d'Hapsatou Sy, Éric Zemmour rétorque à la chroniqueuse que sa mère aurait mieux fait de l'appeler « Corinne », provoquant les rires du public et de l'animateur. C8 a coupé une partie des débats lors du montage. D'après ce qu'a montré Hapsatou Sy, contre la décision de la chaîne puisque la séquence est filmée par sa maquilleuse depuis sa loge, elle aurait ensuite répondu : « Jamais je n’ai entendu quelque chose d’aussi blessant. Parce que pour moi qui aime ma France, que j’aime ce pays, que ça vous plaise ou ça vous déplaise, je trouve que ce que vous venez de dire n’est pas une insulte à mon égard, c’est une insulte à la France ». Éric Zemmour lui aurait répondu : « C’est votre prénom qui est une insulte à la France. La France n’est pas une terre vierge. C’est une terre avec une Histoire, avec un passé. Et les prénoms incarnent l’Histoire de la France ». 
La chroniqueuse annonce le soir même, sur Twitter qu'elle réfléchit à porter plainte contre Éric Zemmour et à quitter l'émission. L'émission suivante, toute l'équipe revient sur cette affaire.
Le 28 septembre 2018, la chaîne C8 fait savoir via un communiqué qu'elle a décidé d'un commun accord avec Hapsatou Sy que cette dernière quitte l'émission.

### Menaces de mort contre Pierre Liscia
Le 10 mars 2019, Thierry Ardisson reçoit Rachid Nekkaz en vue de l'élection présidentielle algérienne de 2019. Durant l'émission, Pierre Liscia affirme que « Vous [Rachid Nekkaz] êtes un islamiste qui a décidé de remplacer la barbe par la cravate. Vous défendez le port de la burqa et vous êtes un ami de Tariq Ramadan, c'est la raison pour laquelle j'ai décidé de ne pas vous serrer la main. » À la suite de la diffusion de la séquence, Pierre Liscia reçoit des menaces de mort notamment sur Facebook et Messenger selon ses dires, rapportés par le HuffPost, et décide de porter plainte[réf. nécessaire].